# Microxestis ecuadorensiis
Microxestis ecuadorensiis är en fjärilsart som beskrevs av George Francis Hampson 1918. Microxestis ecuadorensiis ingår i släktet Microxestis och familjen trågspinnare. Inga underarter finns listade i Catalogue of Life.